# Herrensauna (Kollektiv)
Herrensauna ist eine  Berliner Techno-Partyreihe, ein Künstler-Kollektiv und ein Musiklabel mit queerem Hintergrund. Als Partyreihe wurde Herrensauna 2016 von den aus Wien stammenden Künstlern Nicolas Maxim Endlicher (alias MCMLXXXV oder Herrenscheide) und Cem Dukkha (alias CEM) sowie Organisator Jordan Davidson gegründet.
Die Partys finden in der Regel monatlich statt – lange Zeit im Tresor, später auch in wechselnden Locations – und zeichnen sich durch harten, experimentellen Techno sowie eine exzessive, hedonistische Atmosphäre aus. Seit ihrer Gründung hat sich Herrensauna von einem Underground-Phänomen zu einer international beachteten Institution der Technokultur entwickelt.
Zu den Resident-DJs der Reihe gehören neben MCMLXXXV und CEM auch Künstler wie SPFDJ, Salome, Hektor Oaks und DJ Saliva. Gast-DJs aus der internationalen Techno-Szene treten regelmäßig auf.

## Anfänge
Anfangs fand die Herrensauna, deren Name von illegalen und im Untergrund stattfindenden, schwulen Sauna-Events entlehnt ist, im ehemaligen, labyrinthartigen Club Bertrams in Berlin-Neukölln statt und war als Veranstaltung nur für Männer konzipiert. Schnell wurde die Party ein Erfolg und die Gründer mussten die Kapazität des Clubs von 200 Personen durch die Öffnung von eigentlich nicht für Partys vorgesehenen Clubräumen verdoppeln.
Herrensauna steht neben anderen etablierten, queeren Party-Reihen wie Cocktail d’Amore oder Buttons für eine neue Form von sexueller Liberation von schwulen Männern. Die Partys erinnern an die frühen Jahre der aktuell im Berghain stattfindenden Reihe Klubnacht, auf der der Mitbegründer Nicolas Maxim Endlicher zu Beginn seiner Berlin-Zeit oft als Barkeeper arbeitete. Die legendäre Reihe Klubnacht war im 1998 eröffneten Vorgänger-Club Ostgut gestartet und für junge, schwule Berliner jahrelang ein Rückzugsort.
Nach dem Umzug in den deutlich größeren und bekannteren Tresor-Club im Jahr 2017 wurde das Konzept geöffnet, und Herrensauna etablierte sich als inklusive, queere Techno-Veranstaltung, bei der alle Geschlechter willkommen sind und alternative Lebensformen gefeiert werden.
In der Presse wird Herrensauna von für die Clubkultur wichtigen Musik-Journalisten wie dem ehemalige Spex-Chefredakteur Jan Kedves und anderen als wichtiger Bestandteil der Berliner Clubkultur der späten 10er und 20er Jahre gewürdigt.

## Internationaler Einfluss
Seit 2018 gibt es regelmäßige Kollaborationen mit dem Musikprojekt Boiler Room, wobei das Herrensauna-Kollektiv als Kurator für Line-ups fungiert und dabei sowohl etablierte als auch aufstrebende Künstler präsentiert. Neben dem Tresor hat die Herrensauna-Reihe seit 2019 feste Termine ("Residencies") in den Clubs Nitsa in Barcelona, Basement in New York City sowie im Bassiani in Tiflis. Herrensauna ist zudem wiederholt Teil größerer Festivals, unter anderem mit eigenen Showcases wie beim niederländischen Dekmantel Festival und beim Whole – United Queer Festival. Für Fashion-Partys von beispielsweise Alexander McQueen traten Herrensauna auch in London und Paris auf.
Aber auch in für die Techno-Kultur noch abseitigen Orten fand Herrensauna statt – so gab es während Asien-Touren mit Stopps in Singapur, Taiwan und für die junge, chinesisch-queere Community wichtigen Clubs wie dem Heim in Shanghai oder dem Tag in Chengdu auch Veranstaltungen in Kasachstan, Aserbaidschan, Russland und im Kosovo, wo die LGBTQIA+-Community bisher nur schwache, öffentliche Repräsentanz erfährt. Das Kollektiv bezeichnet dies als bewusste Entscheidung, marginalisierte queere Communities weltweit unterstützen zu wollen.
2023 bezeichnete Resident Advisor Herrensauna als „globales Phänomen“, das sich vom Berliner Underground auf die weltweite Bühne katapultiert hat. Das international bekannte Berliner Popkultur-Magazin 032c betitelte Mitgründer CEM 2024 als „Techno-Superstar“. Im selben Jahr benannte das 1984 gegründete, amerikanische Magazin Paper Herrensauna als „Avantgarde der globalen Clubkultur“

## Konzept & Ästhetik
In Interviews beschreiben die Macher ihr vorrangiges Anliegen, mit Herrensauna einen sicheren Raum für schwule Männer und die erweiterte LGBTQIA+-Community zu schaffen, da ihnen das Berliner Nachtleben zuvor „zu hetero und kommerziell“ erschien. Herrensauna soll so auch einen Schutzraum für Menschen bieten, die noch kein Coming Out hatten.
Charakteristisch und stilbildend für Herrensauna ist eine betont unkonventionelle, brutale Ästhetik, die Elemente aus Fetisch, Industrial Punk, DIY-Kultur und Trash der 1990er-Jahre verbindet. Das Kollektiv eignet sich auf provokante Weise Themen wie HIV-Erkrankungen über quasi-religiöse Ikonografie an. So zum Beispiel über die Annäherung an die queere Ikone des heiligen Sebastians in Fotostrecken oder die typografische Anlehnung des Logos und der Veranstaltungs-Flyer an religiöse Manuskripte aus dem 15. Jahrhundert.
Für das Kollektiv stellt diese Ästhetik eine eigene Form von Propaganda für ihre Interessen von schwulem Leben dar. Der Style der Herrensauna-Clubgäste und -Macher erregt zudem regelmäßig Aufmerksamkeit in der Modeszene; so wurde die Reihe vom Tagesspiegel als Vorbote für Trends von Avantgarde-Modelabels wie Vetements beschrieben.
Das Kollektiv ist auch in der deutschen Theaterlandschaft aktiv, so wie mit zwei Produktionen "FORMA" und "GEZEGEN" an der Berliner Volksbühne oder der musikalischen Untermalung für ein Stück am Theater Dortmund.

## Musiklabel
2020 startete Herrensauna ein gleichnamiges Musiklabel, auf dem seither mehrere Kompilationen mit Techno-Tracks veröffentlicht wurden. Diese Veröffentlichungen dokumentieren den Sound des Kollektivs, der von brachialem Industrial-Techno bis zu experimentellen Electronica-Elementen reicht.

### Veröffentlichungen (Auswahl)
- V/A Vol. 1 (2020, HSN01)
- V/A Vol. 2 (2022, HSN02)
- Salome – Hacker (2024, HSN03)
- V/A Vol. 3 (2024, HSN04)
- Tomás Urquieta – Ai Ferri Corti (2025, HSN05)